# 2012년 하계 올림픽 축구 남자 예선
2012년 하계 올림픽 축구의 남자부 예선은 대륙별로 진행된다. 대륙별 배정에 따라 총 16개 팀이 본선에 진출하게 된다. FIFA에서는 출전 선수의 연령을 1989년 1월 1일 이후 출생자로 제한하였다.

## 예선
총 16개 팀이 올림픽 토너먼트에 진출한다.

### 개최국 (자동 진출)
- 영국

### UEFA(유럽)
- 스페인
- 스위스
- 벨라루스

### CONMEBOL(남미)
- 브라질
- 우루과이

### CONCACAF(북중미)
- 멕시코
- 온두라스

### CAF(아프리카)
- 이집트
- 모로코
- 가봉

### AFC(아시아)
- 대한민국
- 아랍에미리트
- 일본

### OFC(오세아니아)
- 뉴질랜드

### 아시아-아프리카 대륙간 플레이오프 승자
- 세네갈